# فيضانات أستراليا 2021
فيضانات أستراليا هي سلسلة من الفيضانات المستمرة التي بدأت في 18 مارس 2021 والتي أثرت على ولاية نيوساوث ويلز الأسترالية، من الساحل الشمالي إلى منطقة سيدني الحضرية في الجنوب في كارثة وصفت بالأسوأ منذ نصف قرن، بالإضافة إلى كونها أهم حدث فيضان في 60 عامًا في أجزاء من الولاية. بالإضافة إلى ذلك، تأثرت المجتمعات في أقصى الجنوب والجنوب الشرقي في كوينزلاند بشكل كبير بالفيضانات والأمطار الغزيرة، وإن كان بدرجة أقل من تلك التي لوحظت في نيو ساوث ويلز.
أعلنت الحكومة الأسترالية أجزاء كثيرة من الساحل الشرقي منطقة كوارث طبيعية بعد أن أجبرت أمطار الفيضانات 18000 شخص على الإخلاء، بالإضافة إلى أكثر من 1000 عملية إنقاذ من الفيضانات. وقد وصفته غلاديس بيريجليان رئيسة وزراء نيو ساوث ويلز بأنه «حدث طويل الأمد» ووصفه مكتب الأرصاد الجوية بأنه «خطير ومهدد». امتدت الفيضانات من مدينتي تاري وكيمبسي الساحليتين يوم الخميس، 18 مارس، إلى الضواحي المأهولة بالسكان في غرب سيدني يومي الجمعة والسبت.
حدثت الفيضانات بعد أقل من 18 شهرًا من تأثر أستراليا بحرائق الغابات في الصيف الأسود، مما أثر على العديد من البلدان التي لا تزال تتعافى من تلك الكارثة.

## خلفية
استجابت خدمة الطوارئ في ولاية نيوساوث ويلز لأكثر من 9500 طلب للمساعدة و900 عملية إنقاذ مباشر للفيضانات منذ 18 مارس أثناء العاصفة، وكانت المنطقة الساحلية الواقعة بين منتصف الساحل الشمالي وسيدني الكبرى هي الأكثر تضررًا من العاصفة، حيث أطلقت خدمة الطوارئ تحذيرات الإخلاء بالفيضانات في العديد من مناطق هذه المناطق.
هطلت أثناء العاصفة أمطارًا قياسية في الساحل الشمالي، حيث شهدت بلدات بالقرب من بورت ماكواري، مثل كيندال، مُعدلًا قياسيًّا لهطول الأمطار بلغ أكثر من 400 مـم (16 بوصة) بين 19 و20 مارس. ووفقا لمكتب الأرصاد الجوية، في حدث وصفه بأنه «متقلب وخطير وديناميكي»،كان سبب هطول الأمطار الغزيرة هو ارتفاع المنسوب في بحر تسمان (بين تسمانيا ونيوزيلندا) والذي وجه أخدودًا قويًا ومنخفض الضغط نحو ساحل نيو ساوث ويلز.
تأثر 40.000 شخص بأوامر الإخلاءفي جميع أنحاء الولاية على الرغم من أنه أُجليَ حوالي 18000 شخص من منازلهم (3000 منهم في غرب سيدني وحوالي 15000 في الساحل الشمالي الأوسط)، مع إنشاء العديد من مراكز الإخلاء لاستيعاب النازحين، بالإضافة إلى إغلاق أكثر من 130 مدرسة وطريق والتي قطعتها المياه. منذ 20 مارس، بعد بدء هطول الأمطار الغزيرة، أُطلق حوالي 450 جيجا لتر من المياه يوميًا من سد واراجامبا، أي ما يعادل محتويات ميناء جاكسون، والتي تبلغ حوالي 500 جيجا لتر.
أعلنت نيوساوث ويلز والحكومة الفيدرالية عن 16 منطقة كوارث طبيعية في مناطق من الساحل الأوسط والوسط الشمالي، من هانتر فالي بالقرب من سيدني، إلى كوفس هاربور، مع استجابة خدمة الطوارئ لـ 7000 دعوة للمساعدة في جميع أنحاء الساحل الشرقي. حدثت فيضانات كبرى على طول نهر هاوكسبري، ونهر ماكلي، وولومبي بروك، وريكابيس كريك، ونهر مانينغ وجدول كولو.

## حالات وفاة
من بين القتلى رجل مسن فقد السيطرة على سيارته تحت الأمطار الغزيرة، واصطدم بشجرة في منى فالي، ورجلًا في الستينيات من عمره اختفى على شاطئ كوفس هاربور ويفترض أنه مات. في 24 مارس، تأكد المزيد من الوفيات. في جلينوري، عُثر على جثة رجل يبلغ من العمر 25 عاما محتجزا في السيارة حوالي 6 أمتار (20 قدما) تحت سطح الماء، بينما في كانونجرا، عُثر على جثة رجل يبلغ من العمر 38 عامًا في سيارة مقلوبة في مياه الفيضانات السريعة.

## المدى

### منطقة جولد كوست ولوجان

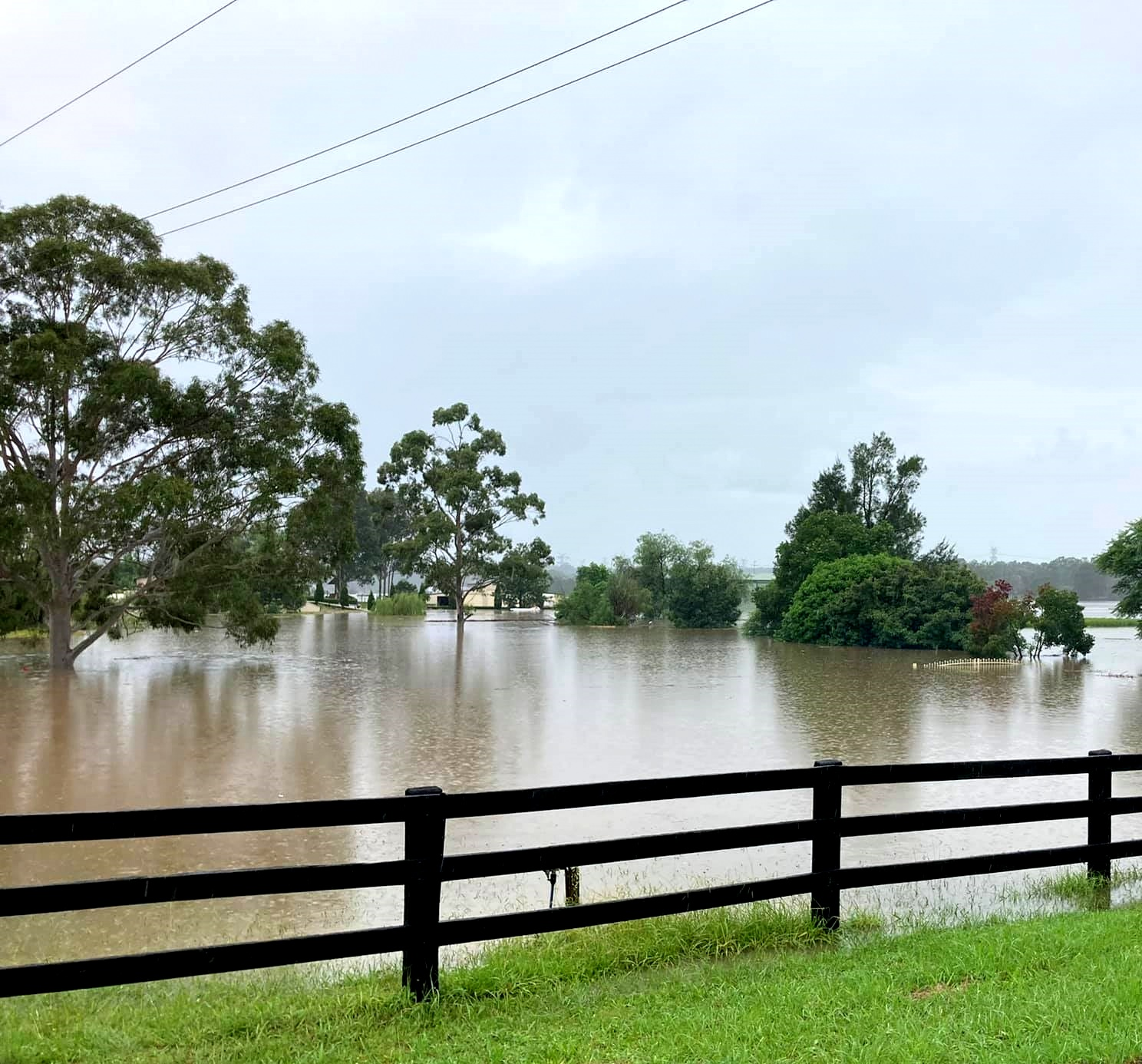
بيوت المزارع المغمورة بالقرب من ريتشموند.

سجلت هذه المنطقة، بما في ذلك مستجمعات مياه لوجان وسينيك ريم القريبة أكثر من 200 مليمتر (7.9 بوصة) من المطر في غضون ساعات قليلة في وقت متأخر من ليلة 22 مارس 2021. أدى ذلك إلى فيضانات كبيرة في كل من نهري ألبرت ولوغان، حيث أعلن مجلس مدينة جولد كوست في اليوم التالي إشعارًا بالإخلاء لجميع السكان بسلك أحد طريقين، كريست هيل درايف وطريق لانيس القريب في ضاحية ونجاوالان. بلغ إجمالي معدل هطول الأمطار القريبة لمدة 8 ساعات في 22 مارس 2021 لكاربروك 88 مليمتر (3.5 بوصة) وسبرنغبروك 75 مليمتر (3.0 بوصة).

### وسط الساحل الشمالي
سُجل في أجزاء من هذه المنطقة، أكثر من 200 مليمتر (7.9 بوصة) من الأمطار في يومين فقط مما تسبب في فيضانات المناطق المنخفضة تُذكر بالبحار الداخلية. عُثر في تاري على منزل ينجرف في نهر مانينغ بعد هطول أمطار غزيرة سببها هذه البحار. بالإضافة إلى ذلك، صدرت أوامر العديد من عمليات الإجلاء في جميع أنحاء المنطقة، بما في ذلك كيمبسي، وينغهام، جزيرة دومارسك، كوندلتاون، لوريتون، نامبوكا هيدس، شمال هافن، دانبوجان، بلاهدلا، كينغز بوينت، ماكسفيل والمناطق القريبة من اكهوب، وجزيرة راودون، وكيبك، وماكفيل وبورت ماكواري. وقد استقبلت بعض المدن في هذه المنطقة 700 مليمتر (27.6 بوصة) من الأمطار منذ 18 مارس، بما في ذلك كومبوين التي سجلت 889 مليمتر (35.0 بوصة). سينتهي نهر مانينغ في تاري إلى ارتفاع 5.6 متر في ذروته، وهو أقل بقليل من الارتفاع القياسي البالغ 6.0 أمتار الذي سجل في عام 1929. نتيجة لنقل الحطام في اتجاه مجرى النهر، أُغلق جسر مارتن بسبب مخاوف من سلامته الهيكلية بعد أن طُرق بآلات القش وحاويات الشحن والمنزل المذكور أعلاه.
أُلغيت جميع رحلات كانتاس في بورت ماكواري بعد قطع المطار بسبب الفيضانات في الطرق. حوالي 5500 عميل في هذه المنطقة كانوا بدون كهرباء. علاوة على ذلك، جرى إخلاء محلات السوبر ماركت فعليًا بسبب هلع الشراء.

### هنتر فالي
في يوم السبت 20 مارس حتى الأربعاء 24 مارس، عُلقت الرحلات الجوية من وإلى مطار نيوكاسل بسبب فيضان المطار. وأُغلق عدد من الطرق في نيوكاسل وبحيرة ماكواري وبورت ستيفنز وسيسنوك وميتلاند بسبب الفيضانات التي فاضت بها. على الرغم من ذلك، فقد نجت منطقة هنتر في الغالب من الشدة المتوقعة للعاصفة، حيث خففت منطقة وسط الساحل الشمالي من وطأتها.

### سيدني

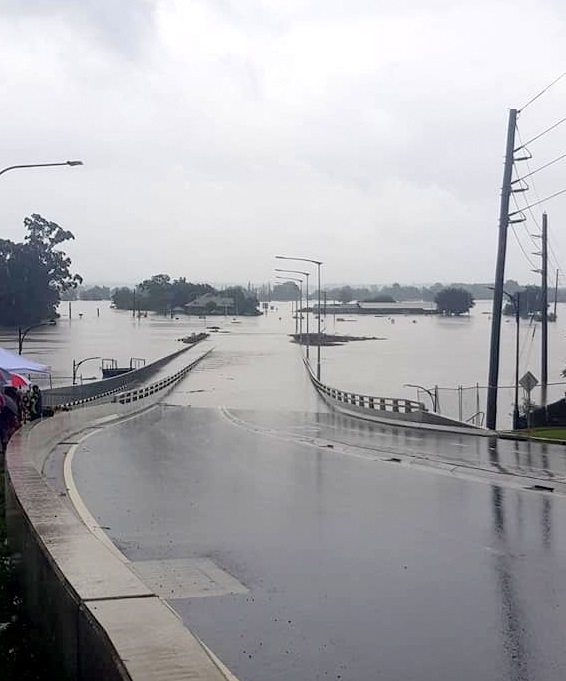
غرق جسر وندسور

في 20 مارس، ألحق إعصار أضرارًا بالمنازل وأسقط الأشجار في تشيستر هيل، إحدى الضواحي الغربية لسيدني، تاركًا الآلاف بدون كهرباء. غمرت الأمطار الغزيرة موقع باراماتا باورهاوس وكذلك رصيف عبّارات باراماتا، الذي فاض بعد أن كسر نهر باراماتا ضفتيه. بدأ تسرب سد واراجامبا، والذي كان أول فيضان كبير له منذ عام 1990. بسبب ارتفاع مياه الفيضانات، التي لم يسبق لها مثيل منذ فيضانات نوفمبر 1961، وفاض نهر نيبيان ونهر هوكسبيري، وبلغت ذروة ارتفاع المياه 10 متر (32.81 قدم)، مع غمر جسر وندسور، مما أدى إلى غمر المنازل والحيوانات المعزولة.

## الاستجابة

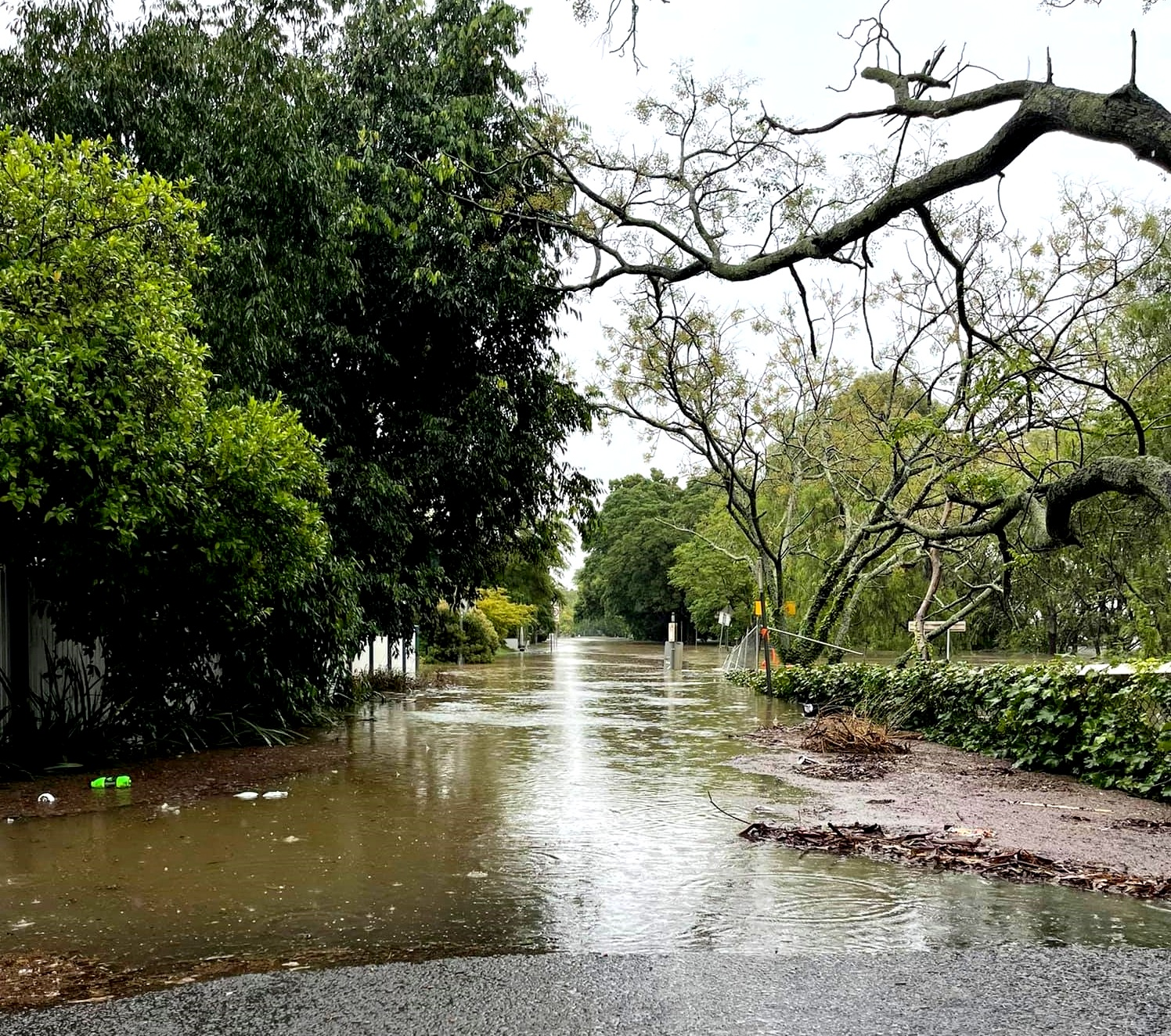
طريق غمرته المياه بالقرب من وندسور

قال رئيس الوزراء الأسترالي سكوت موريسون، «أستراليا تخضع للاختبار مرة أخرى»، قبل أن يتطرق إلى «العواصف والفيضانات الرهيبة التي اجتاحت نيو ساوث ويلز خلال الأيام القليلة الماضية تسببت في خسائر فادحة»، حيث ذكر أنه كان في اتصال مع غلاديس بيريجليان. وكان موريسون قد أشاد بعاملي الطوارئ والمتطوعين، حيث شجع الناس في مناطق الكوارث على الاستجابة للنصائح والتحذيرات، قائلاً: «في الوقت الحالي، رسالتنا واضحة جدًا للحفاظ على سلامتك، والحفاظ على سلامة عائلتك ومن حولك عليك اتباع تعليمات الجهات والهيئات المختصة والمتطوعين الذين يدعمونها».
صرحت رئيسة الوزراء بريجيكليان: «لا أعرف أي وقت في تاريخ الولاية شهدنا فيه هذه الظروف المناخية القاسية في مثل هذا التعاقب السريع [و] في خضم وباء».
صرح المتحدث باسم مجلس المناخ البروفيسور ويل ستيفان أن هذه الأمطار الغزيرة والفيضانات تحدث بشكل متكرر بسبب تغير المناخ.

### مساعدات
سيوفر مبلغ 1000 دولار لمرة واحدة للبالغين المؤهلين و400 دولار للأطفال المؤهلين الذين أصيبوا بجروح خطيرة أو نزحوا أو تضررت منازلهم أو فقد أحد أفراد الأسرة حياتهم نتيجة العواصف والفيضانات. وفقًا لنائب مفوض خدمة الطوارئ دانييل أوستن، ستستمر عملية التنظيف لعدة أسابيع أخرى بعد انحسار الفيضانات وحتى عيد الفصح. أعلنت حكومة نيوساوث ويلز أنها توسع مساعدتها للتعافي من الكوارث لتشمل 18 منطقة حكومية محلية أخرى في سيدني.
قامت RFS المحلية بنقل الطعام والإمدادات الأساسية إلى السكان الذين يعيشون في منازل معزولة بسبب مياه الفيضانات، على طول نهر هوكسبيري في وايزمانز فيري.

### نزاع السيطرة على السد
كان لدى وزراء حكومة نيوساوث ويلز خلافات قوية حول إدارة سد واراجامبا أثناء الفيضانات، حيث ألقى وزير خدمات الطوارئ ديفيد إليوت باللوم على وزير المياه ميليندا بافي لعدم تحضير السد في سياق النينا، بينما صرح بافي بأن السد لم يفاقم الفيضانات. وصرحت رئيسة الوزراء غلاديس بريجيكليان، بالاتفاق مع إليوت، «كان عليك تقليل سعة السد إلى حوالي 20 أو 25 في المائة وهو ما لم يكن ممكنًا». قالت إليوت إن عدم رغبة بافي في خفض المستويات كان بسبب قلقها بشأن جانب إهدار المياه بدلاً من إنقاذ المنازل من الفيضانات.
رداً على الفيضانات، اقترحت حكومة نيوساوث ويلز رفع جدار السد، لكن الاقتراح لاقى انتقادًا لأنه يؤثر على تراث السكان الأصليين والمواقع الثقافية في المنطقة. صرح مخطط خدمة الطوارئ في الولاية تشاس كيز أنه يجب على الحكومة التركيز بدلاً من ذلك على طرق الإخلاء وإبطاء النمو السكاني في سهول الفيضانات بين بنريث، أسفل وندسور في وادي الخور الجنوبي ووادي هاوكيسبيري. أيد وزير ساوث سيدني ستيوارت أيريس الفكرة، قائلاً إن ارتفاع جدار سد واراجامبا «سيكون له تأثير عميق على عدد الأشخاص الذين سيتم إجلاؤهم وكمية الممتلكات التي ستغرق».